# San Julián de Basa
San Julián de Basa, en aragonais Sant Chulián de Basa, est un village de la province de Huesca, situé à environ un kilomètre à l'est du village de Yebra de Basa, auquel il est rattaché administrativement, dans le Vallibasa. Il compte 10 habitants en 2019. Le village compte plusieurs maisons typiques de l'architecture populaire aragonaise : la casa Bertolo, la casa Tejedor et la casa La Torre.